# Parantica pseudomelaneus
Parantica pseudomelaneus är en fjärilsart som beskrevs av Moore 1883. Parantica pseudomelaneus ingår i släktet Parantica och familjen praktfjärilar. IUCN kategoriserar arten globalt som nära hotad. Inga underarter finns listade i Catalogue of Life.